# Giáo phận Oslo (Công giáo Rôma)
Giáo phận Oslo là một giáo phận Công giáo thuộc Giáo hội Latinh tại Na Uy. Giáo phận Oslo có diện tích 154.560 km2, bao trùm phần phía nam của nước Na Uy, cùng là nơi sinh sống của 142.801 tín hữu Công giáo (2021). Ngai tòa của giám mục chính tòa giáo phận Oslo đặt tại Nhà thờ chính tòa Thánh Olaus, thành phố Oslo.

## Lịch sử
Vào năm 1070, Giáo phận Oslo được thành lập, với ngai tòa của giám mục được đặt tại Nhà thờ chính tòa Thánh Halvardus. Đến năm 1537, khi cuộc Cải cách Kháng nghị quét qua ba nước Đan Mạch, Na Uy và công quốc Holstein, Vua Christian III của Đan Mạch và Na Uy đã cho giải tán tất cả các tòa giám mục tại các giáo phận ở Na Uy, mở đường cho sự thịnh hành của Hội Thánh Lutheran tại Scandinavia.
Kể từ năm 1582 trở đi, cộng đoàn tín hữu Công giáo đã ra tan tác tại Na Uy cũng như tại các xứ khác ở miền Bắc Âu được đặt dưới sự chăm sóc thiêng liêng của vị sứ thần Tòa Thánh tại Köln. Bộ Truyền bá Đức tin, sau khi được thiết lập vào năm 1622, đã nhận lấy trách nhiệm chăm sóc một vùng truyền giáo rộng lớn mà lúc bấy giờ do các sứ thần Tòa Thánh tại Bruxelles (chăm sóc phần dân Chúa tại Đan Mạch và Na Uy), Köln (phần lớn miền Bắc nước Đức) và Ba Lan (chăm sóc dân Chúa tại Phần Lan, Mecklenburg và Thụy Điển) đảm trách.
Vào năm 1688, lãnh thổ nước Na Uy trở thành một phần của Hạt đại diện tông tòa Các miền truyền giáo phương Bắc. Đến năm 1834, các xứ truyền giáo Công giáo tại Na Uy được sáp nhập vào Hạt đại diện tông tòa Thụy Điển, với tòa giám mục đặt tại Stockholm. Đến năm 1855, một phần của Hạt đại diện tông tòa Thụy Điển ở miền Bắc nước Na Uy được tách ra để thiết lập Hạt đại diện tông tòa Bắc Cực. Vào ngày 7 tháng 8 năm 1868, Miền truyền giáo tự trị Na Uy được thiết lập trên cơ sở Địa phận Bắc Cực, phần lãnh thổ của Địa phận Thụy Điển tại Na Uy và một phần Địa phận Các miền truyền giáo phương Bắc; đến ngày 17 tháng 8 năm 1869 thì được nâng lên thành Hạt phủ doãn tông tòa Na Uy; và đến ngày 11 tháng 3 năm 1892 thì được nâng lên thành Hạt đại diện tông tòa Na Uy, mà trong khoảng thời gian từ ngày 1 tháng 6 năm 1913 đến ngày 15 tháng 12 năm 1925 thì địa hạt này có tên là Hạt đại diện tông tòa Na Uy và Spitsbergen.
Vào ngày 10 tháng 4 năm 1931, Hạt đại diện tông tòa Na Uy được chia làm ba phần:
- một phần ở vùng lãnh thổ của Na Uy ở Bắc Cực (Miền truyền giáo tự trị Bắc Na Uy, 1931 – 1944; Hạt phủ doãn tông tòa Bắc Na Uy, 1944 – 1955; Hạt đại diện tông tòa Bắc Na Uy, 1955 – 1979; Giám hạt tòng thổ Tromsø, 1979 – nay)
- một phần ở miền Trung Na Uy (Miền truyền giáo tự trị Trung Na Uy, 1931 – 1935; Hạt phủ doãn tông tòa Trung Na Uy, 1935 – 1953; Hạt đại diện tông tòa Trung Na Uy, 1953 – 1979; Giám hạt tòng thổ Trondheim, 1979 – nay)
- phần còn lại của Na Uy (Hạt đại diện tông tòa Oslo, 1931 – 1953)

Vào ngày 29 tháng 6 năm 1953, Tòa Thánh nâng Hạt đại diện tông tòa Oslo và Hạt đại diện tông tòa Thụy Điển lên bậc giáo phận.

## Các đời giám mục quản nhiệm
Khác với các giáo phận khác cùng thuộc tiểu vùng Scandinavia có phần đông giám mục là người gốc ngoại quốc, phần lớn các giám mục của giáo phận Oslo là người có gốc gác ở nước sở tại (trong trường hợp này là người Na Uy).
Phủ doãn Tông tòa Địa phận Na Uy
- Johannes Olav Fallize (06.02.1887 – 11.03.1892)

Đại diện Tông tòa Địa phận Na Uy
- Johannes Olav Fallize (11.03.1892 – 01.06.1913)

Đại diện Tông tòa Địa phận Na Uy và Spitsbergen
- Johannes Olav Fallize (01.06.1913 – 21.06.1922)
- Johannes Olav Smit (11.04.1922 – 25.12.1925)

Đại diện Tông tòa Địa phận Na Uy
- Johannes Olav Smit (15.12.1925 – 11.10.1928)
- Olaf Offerdahl (Giám quản: 11.10.1928 – 13.03.1930; Giám mục: 13.03.1930 – 09.12.1930)

Đại diện Tông tòa Địa phận Oslo
- Jacques Mangers S.M. (12.07.1932 – 29.06.1953)

###### Giám mục Chính tòa Giáo phận Oslo
- Jacques Mangers S.M. (29.06.1953 – 25.11.1964)
- John Willem Gran O.S.C.O (25.11.1964 – 02.11.1983)
- Gerhard Schwenzer SS.CC. (26.11.1983 – 29.07.2005)
- Bernt Ivar Eidsvig C.R.S.A. (29.07.2005 – nay)